# Communauté de communes des Sources du Lac d'Annecy
Ne doit pas être confondu avec Pays de Faverges.
La Communauté de communes des Sources du Lac d'Annecy, anciennement du Pays de Faverges, est une communauté de communes française du département de la Haute-Savoie regroupant 7 communes du pays de Faverges.

## Historique
Officialisée le 28 décembre 2000, la communauté de communes du Pays de Faverges fortifie les liens historiques, géographiques et économiques des différentes communes composant son territoire. Elle fait suite à l'ancien SIVOM de Faverges.
Initialement, les communes étaient regroupées dans un syndicat de communes créé en 1972. Ce syndicat mutualisait les moyens au niveau du fonctionnement du collège, de la gestion des transports scolaires, du laboratoire de langues et de la collecte et traitement des ordures ménagères.
En 1994, ce syndicat se transforme en SIVOM (Syndicat intercommunal à vocations multiples) et se voit confier la gestion de la station de ski de Seythenex (La Sambuy-Seythenex).
Depuis la création de la communauté de communes du pays de Faverges, la gestion de la station de ski de Seythenex est confiée à un SIVU (Syndicat intercommunal à vocation unique) composé des communes de Faverges et de Seythenex. Avec la création de la commune nouvelle Faverges-Seythenex au 1er janvier 2016, le SIVU est intégré à la commune nouvelle et il n’existe plus en tant que tel.
En mars 2016, le nom de la structure évolue pour devenir communauté de communes des Sources du Lac d'Annecy,. Les communes de Talloires et Montmin se sont regroupées pour créer la commune nouvelle de Talloires-Montmin. Malgré le choix initial de rejoindre la communauté de communes, la Commission départementale de coopération intercommunale, suivant l'avis du préfet, a décidé que Talloires-Montmin intégrerait au 1er janvier 2017 l'agglomération annécienne. Un recours administratif a été engagé et une question prioritaire de constitutionnalité est posée.
En juillet 2018, le Conseil municipal de Lathuile prend proposition pour une « fusion » de la CCSLA avec le Grand Annecy. Le préfet a autorisé le lancement de la procédure auprès des conseils communaux des deux EPCI concernées, ce qui aboutirait, dans le cas d'une fusion, à la création de la nouvelle structure au 1er janvier 2020. Lors d'une votation en novembre 2018, la fusion est abandonnée à la suite d'une majorité de communes — Chevaline, Doussard, Giez, Saint-Ferréol et Val de Chaise — s'étant prononcées « contre ». Seules les communes de Faverges-Seythenex et Lathuile étaient favorables au projet.

## Organisation

### Composition
La communauté de communes est composée des 7 communes suivantes :

| Nom                        | Code Insee | Gentilé           | Superficie (km2) | Population (dernière pop. légale) | Densité (hab./km2) |
| -------------------------- | ---------- | ----------------- | ---------------- | --------------------------------- | ------------------ |
| Faverges-Seythenex (siège) | 74123      |                   | 59,27            | 7 540 (2022)                      | 127                |
| Chevaline                  | 74072      | Chevalinois       | 14,16            | 182 (2022)                        | 13                 |
| Doussard                   | 74104      | Doussardiens      | 20,14            | 3 688 (2022)                      | 183                |
| Giez                       | 74135      | Gicans            | 12,65            | 569 (2022)                        | 45                 |
| Lathuile                   | 74147      | Lathuiliens       | 8,76             | 1 076 (2022)                      | 123                |
| Saint-Ferréol              | 74234      | Saint-Ferréoliens | 16,79            | 882 (2022)                        | 53                 |
| Val de Chaise              | 74167      |                   | 18,7             | 1 401 (2022)                      | 75                 |

## Démographie
| 1968  | 1975  | 1982   | 1990   | 1999   | 2010   | 2015   | 2021   |
| ----- | ----- | ------ | ------ | ------ | ------ | ------ | ------ |
| 8 275 | 9 273 | 10 692 | 11 629 | 12 698 | 14 784 | 15 174 | 15 278 |

### Administration
Le siège administratif de la collectivité se situe à Faverges-Seythenex.

### Liste des présidents
| Période | Période  | Identité              | Étiquette | Qualité                                 |
| ------- | -------- | --------------------- | --------- | --------------------------------------- |
| 2001    | 2008     | Pierre Losserand      |           | Maire de Faverges-Seythenex             |
| 2008    | 2009     | Jean-Claude Déronzier |           | Maire de Doussard                       |
| 2009    | 2014     | Sylviane Rey          |           | Adjointe au maire de Faverges-Seythenex |
| 2014    | 2020     | Michel Coutin         | DVC       | Adjoint au maire de Doussard            |
| 2020    | En cours | Jacques Dalex         | DVG       | Maire de Faverges-Seythenex             |

## Compétences
La Communauté de communes possède des compétences pour son territoire en matière d'aménagement de l'espace, de développement économique, de protection et de mise en valeur du patrimoine environnemental et de services à la population.

### Tourisme

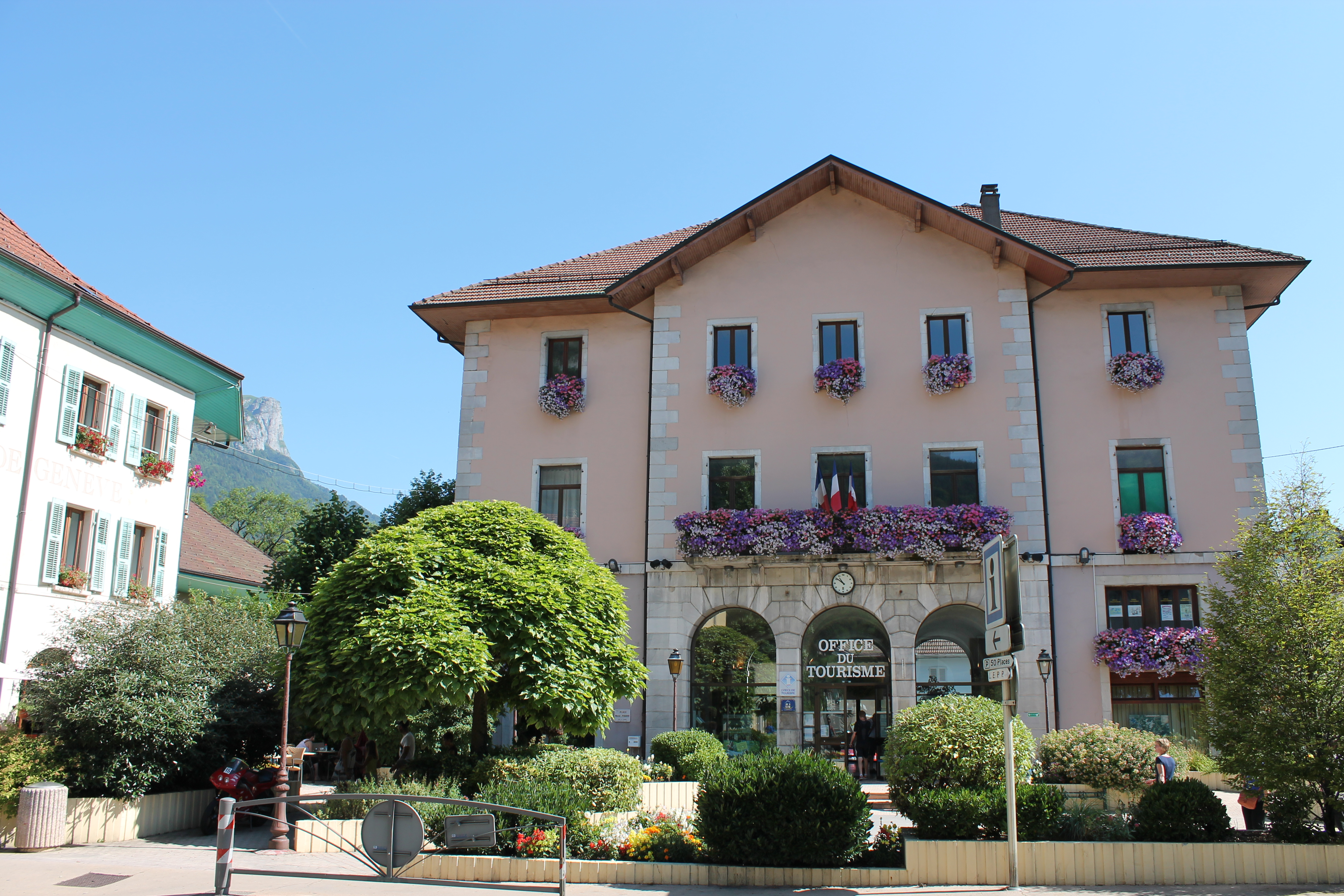
Ancienne mairie de Faverges, office du tourisme.

Le territoire des Sources du Lac d'Annecy est tourné vers le tourisme avec la présence du lac d'Annecy du côté de Doussard, la station de ski de Seythenex ainsi que l'exploitation du patrimoine local (musée, château, etc.). La promotion touristique de la ville se fait par l'intermédiaire de l'office du tourisme de la communauté de communes, « Sources du lac d’Annecy - Pays de Faverges ». 
L'office de tourisme intercommunal, mis en place dans les années 1980, est installé dans l'ancienne mairie de la ville.
Le territoire permet une offre touristique variée avec une cinquantaine d’établissements sur l'ensemble du territoire, soit environ 12 300 lits touristiques (dont 50 % en campings - hôtellerie de plein air). L'offre touristique pour la partie sud du territoire est à mettre en lien avec le développement de la station de Seythenex dans les années 1980, faisant l'objet d'un contrat station-vallée Pays de Faverges et pour la partie nord avec la présence du lac d'Annecy.
La Communauté de communes et une partie de ses membres —  font partie du parc naturel régional du massif des Bauges,.

### Patrimoine
Les sites appartenant au patrimoine du territoire des Sources du Lac d'Annecy, dont certains sont répertoriés à l'inventaire des monuments historiques :
- Les Thermes antiques de Faverges et le Pont sur l'Eau Morte
- Églises : Viuz ; Faverges ; Doussard
- Châteaux et maisons fortes : Faverges ; Lathuile ; Tour de Beauvivier ; Maison Blain
- Col de la Forclaz, Col de Tamié
- Station La Sambuy-Seythenex
- Réserve naturelle nationale du Bout du Lac d'Annecy

## Pour approfondir